# 尼泊爾航空555號班機事故
尼泊爾航空555號班機事故是指在一個2013年5月16日時，一架隸屬於尼泊爾航空、負責尼泊爾國內來往的短程定期航班之DHC-6雙水獺飛機在從博克拉機場到喬姆松機場起飛約20分鐘後墜毀。飛機上21名成員中有7人受到重傷，不過這次事故並沒有造成任何人喪生，但是飛機則因為嚴重損壞而無法重新修復。
| 國籍            | 旅客人數 | 機組員人數 | 受傷人數 |
| --------------- | -------- | ---------- | -------- |
| 尼泊尔          | 10       | 3          | 5        |
| 日本            | 8        | 0          | 2        |
| 總計（2個國家） | 18       | 3          | 7        |